# Nyitranémeti
Nyitranémeti (1899-ig Nemcsicz, szlovákul Nemčice) község Szlovákiában, a Nyitrai kerület Nagytapolcsányi járásában.

## Fekvése
Nagytapolcsánytól 3 km-re nyugatra fekszik.

## Története
1156-ban Nemcyc néven említik először. Későbbi névváltozatai Numchuny (1222), Nemchez (1232), Nymchich (1253), Nympty (1283), Nemptich (1390), Nempchuch (1410). Nagytapolcsány várának tartozéka volt, majd a 13. században a zólyomi váruradalom része. A 14. század elején Csák Máté szerezte meg, halála után a királyra szállt. 1389-ben Kónyi bán fiának birtoka. A 15.-16. században az Országh családé, majd 1481-től a Széchényieké. 1570-ben malom és 27 jobbágytelek volt a településen. 1590-ben a Forgách család birtoka lett. 1715-ben 22 adózó háztartása volt. 1718-ban a Berényiek vásárolták meg. 1733-tól a Traun család birtoka. 1787-ben 50 házában 372 lakos élt. 1825-től az Erdődyeké. 1828-ban 71 házát 500-an lakták. Lakói mezőgazdasággal, gyümölcstermesztéssel, cukorrépa termeléssel foglalkoztak. A 19. században a Stummer család birtokolta.
Vályi András szerint "NEMECSICZ. Tót falu Nyitra Várm. földes Ura G. Traun Uraság, lakosai katolikusok, fekszik Nagy Tapolcsányhoz fél mértföldnyire, és annak filiája, határja ollyan mint Kusniczáé."
Fényes Elek szerint "Nemecsics, tót falu, Nyitra vmegyében, ut. p. N. Tapolcsánhoz 3/4 órányira: 528 kath. lak. F. u. a nyitrai káptalan."
A trianoni békeszerződésig Nyitra vármegye Nagytapolcsányi járásához tartozott.

## Népessége
| Év:            | 1994. | 2004. | 2014.   | 2024.   |
| -------------- | ----- | ----- | ------- | ------- |
| Emberek száma: | 0     | 938   | 980     | 942     |
| Eltérés:       |       | –     | +4,47 % | -3,87 % |

| Év:            | 2023. | 2024.   |
| -------------- | ----- | ------- |
| Emberek száma: | 943   | 942     |
| Eltérés:       |       | -0,10 % |

1910-ben 726, túlnyomórészt szlovák anyanyelvű lakosa volt.
2001-ben 900 lakosából 894 szlovák volt.
2011-ben 977 lakosából 948 szlovák volt.

## Nevezetességei
- Római katolikus temploma 1780-ban épült klasszicista stílusban.
- 1788-ban készült klasszicista oszlop.

## Külső hivatkozások
- Hivatalos oldal
- Községinfó
- Nyitranémeti Szlovákia térképén
- E-obce.sk Archiválva 2008. május 30-i dátummal a Wayback Machine-ben